# Dolichoscyta placida
Dolichoscyta placida är en fjärilsart som beskrevs av Moore 1882. Dolichoscyta placida ingår i släktet Dolichoscyta och familjen nattflyn. Inga underarter finns listade i Catalogue of Life.